# Ахмад-мирза
Ахмад-мирза (1385—8 октября 1425) — царевич из рода Тимуридов, сын Умар-шейха и внук Тамерлана.

## Биография
Третий сын Умар-шейха, второго сына Тамерлана и его жены Маликат Аги. В  январе 1405 года находился в главных силах армии Тимура, командуя правым крылом, для похода на Китай. Поход не состоялся из-за суровой зимы и смерти Тимура в феврале 1405 года. После смерти деда присягнул в верности Халилю-Султану.
В 1409 году его дядя Шахрух назначил его правителем Ферганы. Весной 1410 года он привёл 500 всадников для участия в битве против сторонников Мухаммада Джахангира-мирзы. Битва закончилась победой войск Шахруха.
В 1413 году Улугбек, назначенный правителем Мавераннахра, предложил Ахмеду прибыть на переговоры, но тот отказался. Затем Улугбек предложил чтобы к нему прибыл его сын (возможно как заложник), но Ахмад не отправил сына. Тогда Улугбек вторгся с войском во владения Ахмеда и захватил Ахси и Андижан; Ахмад бежал в горы. Оставив войска в городах, Улугбек ушёл. Вернувшийся из Моголистана с войском моголов Ахмед разгромил  оставленные отряды, но не смог взять Андижан и остался в Кашгаре; моголы разграбили область и ушли. Шахрух в мае 1415 года приглашал его на переговоры в Герат, обещая ему полное прощение, но Ахмед прибыл туда весной 1416 года. В Герате он был задержан за мятежные переговоры с царевичами, его лишили владений и отпустили в Мекку.
Умер 8 октября 1425 года. 